# Ishihara Naoki
Ishihara Naoki (石原 直樹 sinh ngày 14 tháng 8 năm 1984 ở Takasaki, Gunma, Nhật Bản) là một cầu thủ bóng đá người Nhật Bản thi đấu cho Vegalta Sendai.

## Thống kê sự nghiệp câu lạc bộ
Cập nhật đến ngày 23 tháng 2 năm 2018.
| Thành tích câu lạc bộ | Thành tích câu lạc bộ | Thành tích câu lạc bộ | Giải vô địch | Giải vô địch | Cúp                   | Cúp                   | Cúp Liên đoàn | Cúp Liên đoàn | Châu lục | Châu lục  | Khác1   | Khác1     | Tổng cộng | Tổng cộng |
| Mùa giải              | Câu lạc bộ            | Giải vô địch          | Số trận      | Bàn thắng    | Số trận               | Bàn thắng             | Số trận       | Bàn thắng     | Số trận  | Bàn thắng | Số trận | Bàn thắng | Số trận   | Bàn thắng |
| Nhật Bản              | Nhật Bản              | Nhật Bản              | Giải vô địch | Giải vô địch | Cúp Hoàng đế Nhật Bản | Cúp Hoàng đế Nhật Bản | Cúp Liên đoàn | Cúp Liên đoàn | Châu Á   | Châu Á    | Khác    | Khác      | Tổng cộng | Tổng cộng |
| --------------------- | --------------------- | --------------------- | ------------ | ------------ | --------------------- | --------------------- | ------------- | ------------- | -------- | --------- | ------- | --------- | --------- | --------- |
| 2003                  | Shonan Bellmare       | J2 League             | 17           | 2            | 4                     | 2                     | -             | -             | -        | -         | -       | -         | 21        | 4         |
| 2004                  | Shonan Bellmare       | J2 League             | 3            | 0            | 0                     | 0                     | -             | -             | -        | -         | -       | -         | 3         | 0         |
| 2005                  | Shonan Bellmare       | J2 League             | 8            | 0            | 1                     | 0                     | -             | -             | -        | -         | -       | -         | 9         | 0         |
| 2006                  | Shonan Bellmare       | J2 League             | 29           | 9            | 2                     | 1                     | -             | -             | -        | -         | -       | -         | 31        | 10        |
| 2007                  | Shonan Bellmare       | J2 League             | 45           | 12           | 2                     | 2                     | -             | -             | -        | -         | -       | -         | 47        | 14        |
| 2008                  | Shonan Bellmare       | J2 League             | 41           | 18           | 1                     | 0                     | -             | -             | –        | –         | –       | –         | 42        | 18        |
| 2009                  | Omiya Ardija          | J1 League             | 32           | 7            | 2                     | 0                     | 4             | 1             | –        | –         | –       | –         | 38        | 8         |
| 2010                  | Omiya Ardija          | J1 League             | 33           | 9            | 3                     | 0                     | 6             | 1             | –        | –         | –       | –         | 42        | 10        |
| 2011                  | Omiya Ardija          | J1 League             | 25           | 4            | 2                     | 0                     | 1             | 0             | –        | –         | –       | –         | 28        | 4         |
| 2012                  | Sanfrecce Hiroshima   | J1 League             | 32           | 7            | 1                     | 0                     | 5             | 2             | -        | -         | -       | -         | 38        | 9         |
| 2013                  | Sanfrecce Hiroshima   | J1 League             | 33           | 10           | 5                     | 1                     | 2             | 0             | 6        | 2         | 3       | 0         | 49        | 13        |
| 2014                  | Sanfrecce Hiroshima   | J1 League             | 29           | 10           | 0                     | 0                     | 3             | 1             | 8        | 3         | 1       | 0         | 41        | 14        |
| 2015                  | Urawa Red Diamonds    | J1 League             | 4            | 0            | 1                     | 0                     | 0             | 0             | 4        | 0         | 0       | 0         | 9         | 0         |
| 2016                  | Urawa Red Diamonds    | J1 League             | 6            | 0            | 0                     | 0                     | 1             | 0             | 2        | 0         | 0       | 0         | 9         | 0         |
| 2015                  | Vegalta Sendai        | J1 League             | 31           | 10           | 1                     | 0                     | 6             | 1             | –        | –         | –       | –         | 38        | 11        |
| Tổng cộng sự nghiệp   | Tổng cộng sự nghiệp   | Tổng cộng sự nghiệp   | 368          | 98           | 25                    | 6                     | 28            | 6             | 20       | 5         | 4       | 0         | 445       | 115       |

1Bao gồm Siêu cúp Nhật Bản, Giải bóng đá Cúp câu lạc bộ thế giới và J. League Championship.

## Danh hiệu

### Câu lạc bộ
Sanfrecce Hiroshima
- J. League Division 1 (2): 2012, 2013
- Siêu cúp Nhật Bản (2): 2013, 2014

Urawa Red Diamonds
- J. League Cup (1): 2016